# Numitor
A római mitológiában Numitor Alba Longa királya, Procas fia, Rhea Silvia apja volt.
Testvére, Amulius letaszította a trónról és száműzte. Hogy minden hatalom az övé legyen, megölte Numitor fiait. Ám Numitor unokái – Romulus és Remus – megölték Amuliust és visszahelyezték nagyapjukat korábbi méltóságába.
Livius I, 3; Vergilius VI, 768.